# Tusson
Tusson is een gemeente in het Franse departement Charente (regio Nouvelle-Aquitaine) en telt 247 inwoners (2011). De plaats maakt deel uit van het arrondissement Confolens.

## Geografie
De oppervlakte van Tusson bedraagt 14,0 km², de bevolkingsdichtheid is 17,6 inwoners per km².
De onderstaande kaart toont de ligging van Tusson met de belangrijkste infrastructuur en aangrenzende gemeenten.

## Demografie
Onderstaande figuur toont het verloop van het inwonertal (bron: INSEE-tellingen).